# Ахундов Сідгі Рухулла Фатулла-огли
Сідгі́ Рухулла́ Фатулла́огли́ Аху́ндов (азерб. Ruhulla Fətulla oğlu Axundov*21 березня 1886, Бузовна — †5 травня 1959) — азербайджанський радянський актор, народний артист СРСР (1949).
Народився у селі Бузовна біля Баку. На сцені азербайджанського театру з 1906.
Створив галерею різнохарактерних образів в азербайджанському, російському та західноєвропейському репертуарі: Агаларов («Ранок Сходу» Мамедханли), Лір, Яго («Король Лір» і «Отелло» Шекспіра), Городничий («Ревізор» Гоголя) та інші.
Сталінська премія, 1948.